# La nuova colonia
La nuova colonia è un dramma in un prologo e tre atti di Luigi Pirandello, scritto dal maggio e giugno del 1926.
Dedicato a Marta Abba, compagna di vita dello scrittore per un lungo periodo della sua esistenza, è il dramma con il quale si inaugura la cosiddetta fase del teatro dei miti, corrispondente all'ultima stagione creativa di Pirandello e composto da una trilogia: La nuova colonia, definito mito sociale, Lazzaro, che rappresenta il mito religioso, e l'incompiuto I giganti della montagna, ossia il mito dell'arte.
Il mito fu rappresentato per la prima volta nel marzo del 1928 al Teatro Argentina di Roma dalla "Compagnia Pirandello", con interpreti Marta Abba e Lamberto Picasso.
La trama è ripresa dall'opera teatrale di un personaggio pirandelliano, Silvia Roncella, la scrittrice coprotagonista del romanzo di Pirandello Suo marito, pubblicato nel 1911.

## Trama
Un gruppo di emarginati dalla società civile decide di fondare una colonia su un'isola vulcanica deserta, per creare una nuova società più giusta e libera.
Capo della comunità sarà Currao con la sua donna, La Spera, un'ex-prostituta che si è riscattata dalla precedente vita dal momento in cui è diventata madre.
Tutto sembra andare per il meglio, quando però sull'isola sbarca, con donne e denaro, padron Nocio, il cui intento è quello di far fallire quel singolare esperimento, dimostrando come gli uomini rimangano sempre attratti dal male e dai loro istinti egoistici.
Infatti La Spera torna ad essere la prostituta che era, mentre Currao l'abbandona per sposare Mita, la figlia di padron Nocio. Alla nuova coppia manca però un figlio, e i due vorrebbero far loro il bambino nato dalla relazione di Currao con La Spera, ma quest'ultima si oppone.
La natura interverrà in aiuto e a difesa della violata maternità naturale, più forte e giusta di quella legale, scatenando un terremoto che ingoierà l'intera isola, lasciando come unici sopravvissuti La Spera con il suo bambino.

## Edizioni
- Luigi Pirandello, Maschere nude, a cura di Italo Borzi e Maria Argenziano, introduzione di Sergio Campailla, Roma, Newton Compton, 2007.